# Buglossoides arvensis
Buglossoides arvensis es una  planta de la familia de las boragináceas.

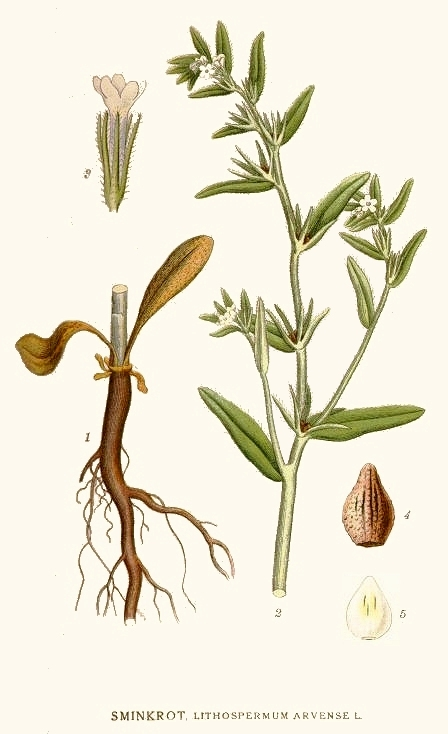
Ilustración

## Descripción
Buglossoides arvensis  (sin., Lithospermum arvense) es una especie anual, normalmente con tallo de pelos hirsutos y erecto de 1-5 dm o más. Hojas caulinares oblongas a lineales. Flores blancas o con una zona azul hacia la mitad del tubo corolino, raramente amoratadas, embudadas de 6-9 mm. Lóbulos calicinos lineales, desiguales, iguales o más largos que el tubo corolino. 4 núculas, con numerosas protuberancias, amarronadas. Florece en primavera. Su aceite es también apreciado por su alto valor en ácido omega-3 EPA, más elevado que las semillas de lino.

## Hábitat
Habita en campos cultivados y lugares abiertos secos.

## Distribución
Nativa de Europa y Asia.

## Taxonomía
Buglossoides arvensis fue descrita por (L.) I.M.Johnst. y publicado en Journal of the Arnold Arboretum 35(1): 42. 1954.
Citología
Número de cromosomas de Buglossoides arvensis (Fam. Boraginaceae) y táxones infraespecíficos: 2n=42
Sinonimia
- Buglossoides arvensis f. cyanea R.Fern.[4]
- Lithospermum arvense L.
- Lithospermum incrassatum Guss.
- Margarospermum arvense (L.) Decne.
- Rhytispermum arvense (L.) Enlace[2]

## Nombre común
- Castellano: abremanos, aljofar, aljofares menudos, aljofor, cansiota con flor blanca, cornicabra, ensortijada, granos de amor, litospermo, mijo de sol, mijo de sol agreste, mijo del sol, mijo del sol agreste, mijo del sol agreste, mijo del sol arvense, mill del sol petit, perlina, te de campo, té, yerba.[5]